# Morella serrata
Morella serrata är en porsväxtart som först beskrevs av Jean-Baptiste de Lamarck, och fick sitt nu gällande namn av D.J.B. Killick. Morella serrata ingår i släktet Morella och familjen porsväxter. Inga underarter finns listade i Catalogue of Life.